# Jef Cornelis
Jef Cornelis, né à Anvers le 10 juin 1941, est un réalisateur de la télévision belge flamande connu pour ses essais sur les arts plastiques, l'architecture et la littérature.

## Biographie
Jef Cornelis étudie à la Nederlandse Film Academie à Amsterdam. En 1963, il entre à la BRT où il fait toute sa carrière (jusqu'en 1997) dans le département des beaux-arts. Il y réalise environ 200 reportages, documentaires et essais, courts ou longs.
Influencé par ses expériences aux Pays-Bas et ses contacts avec des intellectuels progressistes, il était à la recherche d'approches critiques. Dans les arts plastiques, l'architecture et la littérature, il a cherché les artistes qui apportaient des innovations techniques et formelles. Ses sujets de prédilection sont l’héritage architectural belge, l’urbanisme, l’art contemporain et l’histoire sociale et intellectuelle.
Il a notamment réalisé des documentaires sur René Magritte, Marcel Broodthaers, Jan Fabre, l'histoire de l'art et la documenta de Cassel. 
Son travail, témoignage unique, participe encore actuellement aux débats sur l'art, l'architecture et l'urbanisme.